# Fantasy Flight Games
Fantasy Flight Games (o FFG) è una casa editrice statunitense di giochi da tavolo e di ruolo con sede a Roseville, nel Minnesota.
La Fantasy Flight Game ha collaborato strettamente a lungo con la Nexus Editrice, pubblicando l'edizione inglese di alcuni suoi giochi come le serie La Guerra dell'Anello, Wings of War e Marvel Heroes. Viceversa l'azienda di Viareggio pubblicava l'edizione italiana di numerosi giochi da tavolo della FFG. Le edizioni italiane di Fantasy Flight sono pubblicate da Giochi Uniti.
Nel 2014 si è fusa con la Asmodée Éditions ed è diventata Asmodee North America, pur continuando le pubblicazioni con il marchio Fantasy Flight Games.

## Storia
Christian T. Petersen fondò la Fantasy Flight Publishing nel 1995, allo scopo di importare negli Stati Uniti i fumetti europei, di cui era appassionato. Il nome della ditta è un richiamo al nome della ditta che Petersen aveva fondato qualche anno prima in Danimarca (Pegasus Spil Import): dopo aver riscontrato che c'erano già molte ditte sul mercato con il nome "Pegasi" decise di darle un nome che fosse comunque rappresentativo del cavallo alato.
Petersen preparò un business plan da 150.000 $ e negoziò i diritti di importazione per Lucky Luke, Spirou e Fantasio e Percevan, ma a causa della cattiva situazione economica del mercato fumettistico della metà degli anni novanta non riuscì a trovare degli investitori e iniziò quindi importando fumetti più popolari negli Stati Uniti, come Asterix e Le avventure di Tintin. Oltre a questa attività di importazione iniziò a sviluppare un wargame di fantascienza, Twilight Imperium, che segnò l'ingresso nel 1997 della Fantasy Flight nel mercato dei giochi da tavolo. Per l'inizio del 1998 la ditta abbandonò del tutto i fumetti concentrandosi sui giochi da tavolo, divenendo nota come Fantasy Flight Games.
Petersen da appassionato del gioco di ruolo Il richiamo di Cthulhu ottenne una licenza dalla Chaosium per produrre dei supplementi e tra il 1997 e il 1998 scrisse, con Darrell Hardy, la trilogia di avventure Nocturnum (Long Shades, Hollow Winds e Deep Secrets) ambientate nel mondo moderno. Sempre legati al Il Richiamo di Chtulhu  pubblicò tra il 1999 e il 2001 dei supplementi per il gioco di ruolo dal vivo a Oltre a questa serie pubblicò tra il 1999 e il 2001.
Nel 1999 pubblica un proprio gioco di ruolo, Twilight Imperium: The Role-Playing Game (Darrell Hardy, Todd Nilson e Jason Williams), basato sulla stessa ambientazione del gioco da tavolo Twilight Imperium, ma non ottiene un gran successo e dopo il supplemento Mecatol Rex (2000) la linea si esaurisce. Secondo Appelcline questo è dovuto alla difficoltà di trasporre nel dettaglio richiesto un'ambientazione che mescolava elementi di numerose ambientazioni di fantascienza, come Dune, Guerre stellari e Star Trek, e alla difficoltà incontrata da tutti i giochi di ruolo pubblicati all'epoca di trovarsi ad affrontare la pubblicazione della terza edizione di Dungeons and Dragons.
Nel 2000 inizia brevemente ad importare giochi da tavolo dall'Europa, tra questi particolarmente degni di nota Citadels (Bruno Faidutti, 2000) e Il Signore degli Anelli
(Reiner Knizia, 2000), ma a partire dal 2001 la sua attività si concentra principalmente sulla produzione di giochi di ruolo compatibili con il d20 System.
Nel 1999 rileva la licenza di Blue Planet, un gioco di ruolo di fantascienza ambientato in un pianeta alieno completamente coperto d'acqua, pubblicato nel 1997 dalla Biohazard Games supportandolo con una mezza dozzina di supplementi, ma problemi con la pubblicazione del sesto supplemento (Ancient Echoes) e la sempre maggiore concentrazione sulla pubblicazione di manuali per il d20 System portarono ad un arresto della linea e al ritorno nel 2004 dei diritti alla Biohazard Games. Comunque nel 1999 in conseguenza delle trattative per rilevare Blue Planet Greg Benage (uno dei partner della Biohazard Games) entra in Fantasy Flight Games, dove nel tempo arriverà a capo del dipartimento dei giochi di ruolo.
Nel 2001 entra nel mercato dei supplementi per il d20 System, con la linea Legends & Lairs Instant Adventure di manualetti formato pamphlet di 16 pagine, ognuno contenente un'avventura e venduti a basso costo. Dopo aver pubblicato tre serie di otto manualetti ed essersi fatti una prima esperienza, la Fantasy Flight Games pubblicò la linea di supplementi per il master Legends & Lairs (Traps & Treachery, Mythic Races e Seafarer’s Handbook) Questi a differenzi dei librettini formato pampleth della linea precedente erano manuali rilegati.
Nel 2002 Kevin Wilson proveniente dalla AEG divide la linea Legends & Lairs in diverse sottolinee, Lore dedicata a bestiari, Path manuali per classi di personaggi e School dedicata alla magia. Con l'affollamento del mercato dei supplementi anche queste linee si interrompono nel 2003 e la Fantasy Flight Games si concentra su Dragonstar (Greg Benage e Matt Forbeck), un'ambientazione space opera che aveva iniziato a pubblicare nel 2001,  e le nuove Dawnforge un fantasy mitologico in cui i personaggi prendono parti alle leggende della prima era dell'uomo, Midnight, un fantasy in un mondo simile a quello del Signore degli Anelli in cui però i cattivi hanno vinto e la linea Horizon di ambientazioni (ogni numero era dedicato a una singola ambientazione a sé stante slegata dal classico fantasy)..
Di queste pubblicazioni solo Midnight ebbe un certo successo e fu supportata fino al 2007 con una dozzina di supplementi, un gioco da tavolo (Runebound: Midnight (2006) e anche un film The Midnight Chronicles che venne pubblicato nel 2008 con in allegato un'avventura per la quarta edizione di Dungeons & Dragons.
Nel 2003 pubblica il gioco da tavolo Il Trono di Spade (A Game of Thrones, Christian T. Petersen e Kevin Wilson) e basato sul ciclo fantasy Cronache del ghiaccio e del fuoco. Il gioco ottiene un buon successo per l'innovativa combinazione di meccaniche dei euro e profonda tematizzazione statunitense e a questo segue sempre con la collaborazione di Wilson, Doom: Il gioco da tavolo (Doom: The Board Game)..
Nel 2004 il mercato del d20 System era in calo e la Fantasy Flight Games tenta quindi la pubblicazione di un gioco di ruolo originale, Fireborn (Rob Vaughn e Greg Benage), in cui i personaggi interpretati dai giocatori sono antichi dragoni reincarnatisi nella Londra moderna. Comunque nonostante il successo di critica le vendite non furono soddisfacenti e la linea viene chiusa entro la fine dell'anno. Per il 2006 l'unica linea di giochi di ruolo ancora prodotta è Midnight e Greg Bernage lascia la direzione del dipartimento giochi di ruolo, un paio di eccezioni sono la pubblicazione nel 2007 di una seconda edizione di Grimm  (uno dei giochi già pubblicati nella linea Horizon) con un proprio regolamento leggero e quella di Anima: Beyond Fantasy (traduzione di un gioco di ruolo spagnolo) nel 2008
La Fantasy Flight Games definisce un "Living Card Game" come una variante di un gioco di carte collezionabili, per il quale le carte contenute nei mazzi base e nelle espansioni sono predeterminate e non casuali. Questo permette di mantenere gli aspetti di costruzione e personalizzazione del mazzo di gioco da parte dei giocatori, senza il costoso aspetto collezionistico.
I mazzi di espansione sono pubblicati generalmente su base mensile o quasi mensile, e contengono 60 carte con un numero di copie di ogni carta unica pari al massimo limite che un giocatore può usare nel suo mazzo. Per esempio ci sono tre copie di ogni carta in un mazzo di carte di Android: Netrunner. Meno frequentemente vengono pubblicate anche espansioni deluxe, che generalmente contengono un totale di 165 carte.
Questo modello è stato copiato da altre compagnie, che però non possono usare l'espressine "Living Card Game" perché questa e le iniziali  "LCG" sono marchi registrati della Fantasy Flight Games.  Per esempio la Upper Deck Entertainment nel 2015 rilanciò il VS System in un formato simile al Living Card Game, ma lo vende come "Two-Player Card Game" o "2PCG.".
Un modello di pubblicazione simile era già stato tentato una decina di anni prima senza successo dalla Alderac Entertainment Group con le pubblicazioni della serie Rolling Thunder
Riprendono importanza i giochi da tavolo e di carte, già dal 2002 la Fantasy Flight Games pubblicava il gioco di carte collezionabili Il Trono di Spade e a questo si aggiunge nel 2004 su licenza della Chaosium una seconda edizione del gioco di carte collezionabili Il richiamo di Cthulhu (Call of Cthulhu Collectible Card Game) Alla fine del 2007 viene rivisto il modello di pubblicazione e nel 2008 vengono pubblicati nel nuovo formato "Living Card Game" Nei giochi da tavolo diminuiscono i titoli di importanzione e vengono prodotti nuovi giochi originali, seguendo il modello aperto dal Il Trono di Spade di mischiare meccaniche dei giochi euro alla tematizzazione dei giochi americani.
Il successo del gioco di avventura Runebound (Martin Wallace e Darrelll Hardy, 2004) porterà alla pubblicazione di altri giochi da tavolo di avventura, prima una seconda edizione di Arkham Horror (2005), originariamente pubblicato dalla Chaosium e quindi il dungeon crawl Descent: Viaggi nelle tenebre (Descent: Journeys in the Dark, 2006) che riutilizzò le meccaniche già create per Doom: Il gioco da tavolo, ma ambientandolo in un mondo fantasy (lo stesso di Runebound).
Nel 2008, dopo che la Games Workshop chiude tutta la sua linea di giochi di ruolo, ottiene una licenza per la pubblicazione di giochi ambientati nell'universo di Warhammer 40.000 e riapre la divisione giochi di ruolo con a capo Michael Hurley. Inizia ripubblicando manuali di supporto per Dark Heresy, già pubblicati dalla Games Workshop, ma inizia anche a sviluppare propri prodotti, il primo fu il manuale di avversari Disciples of the Dark God (2008)  Segue Rogue Trader (2009) un gioco in cui i personaggi esplorano l'universo in enormi astronavi, comunque compatibile con Dark Heresy e quindi Deatwatch (2010) che permette di interpretare space marines Questa linea di giochi ebbe un buon successo e in quel periodo furono la principale fonte di guadagni per la Fantasy Flight Games
Nel 2014 si fonde con la Asmodée Éditions e Christian Petersen rimane come ceo della divisione statunitense (Asmodee North America) fino all'estate 2018.
Nel gennaio 2020 chiude la divisione Fantasy Flight interactive, che era stata fondata nel 2017 per produrre videogiochi basati sulle proprietà intellettuali a disposizione dell'azienda gli e riorganizza il personale, licenziando gran parte di quello dedicato allo sviluppo di giochi di ruolo.

## Giochi pubblicati

### Giochi da tavolo
- Il Trono di Spade: Il Gioco da Tavolo, pubblicato in due edizioni: la prima nel 2003 e la seconda nel 2011. Il gioco simula le macchinazioni militari e politiche della serie di romanzi le Cronache del ghiaccio e del fuoco di George R. R. Martin
- Arkham Horror (2ª edizione), gioco da tavolo basato sui miti di Cthulhu di H. P. Lovecraft, in cui i giocatori devono impedire a un Grande Antico di manifestarsi sulla terra, sconfiggendo i mostri dei miti e sigillando i portali che si aprono in Arkham verso altre dimensioni.
- Battlemist.
- Battles of Westeros, gioco di guerra che simula le battaglie descritte nella serie di romanzi le Cronache del ghiaccio e del fuoco di George R. R. Martin
- Britannia.
- Cosmic Encounter, gioco da tavolo strategico che simula una guerra intergalattica in cui ogni giocatore impersona una razza aliena con l'obiettivo di conquistare i pianeti avversari.
- Descent: Viaggi nelle tenebre (Descent: Journeys in the Dark, un gioco da tavolo fantasy che usa l'ambientazione di Runebound e il meccanismo di gioco sviluppato per Doom.
- Doom: The Board Game, basato sul videogioco Doom
- La furia di Dracula
- Marvel Heroes, ogni giocatore controlla una squadra di supereroi dell'universo Marvel che deve affrontare la propria nemesi e mantenne la pace a New York. Ideato da Marco Maggi e Francesco Nepitello.
- Merchant of Venus, gioco di commercio ambientato nello spazio.
- La Guerra dell'Anello, gioco da tavolo strategico basato sul romanzo Il Signore degli Anelli di Tolkien, sviluppato da Roberto Di Meglio, Marco Maggi e Francesco Nepitello.
- Rex: Final days of an Empire, un gioco di diplomazia, politica e guerra che riprende le regole del classico degli anni '70 e '80 Dune ma ambientato nell'universo di Twilight Imperium.
- Runebound, un gioco da tavolo in cui da due a sei eroi viaggiano su una mappa esagonale per sconfiggere i seguaci di un grande essere malvagio, per diventare più potenti e raccogliere la forza necessaria a sconfiggerlo. Sono state pubblicate numerose espansioni.
- Runewars, gioco strategico fantasy che usa l'ambientazione di Runebound e Descent
- Starcraft: il Gioco da Tavolo, gioco da tavolo strategico di guerra e sviluppo militare con mappa modulare, basato sul celebre videogioco Starcraft (fuori produzione).
- Star Wars Armada, un gioco di combattimenti tattici tra flotte ambientato nel mondo di Guerre Stellari, disponibili anche 7 wave (espansioni), in commercio dal 2015 (core set)
- Talisman (quarta edizione), gioco da tavolo con ambientazione fantasy.
- Twilight Imperium (4ª edizione), un gioco di guerra, conquista e politica spaziale, immerso in un'atmosfera epica.
- Ventura, gioco strategico sulla lotta per il potere nell'Italia del Rinascimento.
- Warcraft: Il Gioco da Tavolo, gioco da tavolo strategico di guerra e sviluppo economico con molti pedine in lengno, mappa composta da tessere esagonali (fuori produzione).
- Wiz-War, dal 2012 (fuori produzione).
- World of Warcraft: Il Gioco da Tavolo, un gioco liberamente basato sul videogioco World of Warcraft (fuori produzione).

### Giochi di carte
- Il richiamo di Cthulhu, gioco di carte collezionabili basato su miti di Cthulhu di H. P. Lovecraft.
- Citadels: un gioco di carte in cui i giocatori costruiscono una città, scegliendo a ogni turno segretamente un personaggio a cui sono associati poteri diversi.
- Il Trono di spade, gioco di carte collezionabile basato sui romanzi Cronache del ghiaccio e del fuoco di George R. R. Martin.
- Il Trono di Spade: Il gioco di carte - seconda edizione, gioco di carte collezionabile basato sui romanzi Cronache del ghiaccio e del fuoco di George R. R. Martin evoluzione e miglioramento della prima edizione non più in produzione.
- The Hollywood Card Game, un gioco sulla direzione di uno studio cinematografico.
- Mag Blast, a gioco di combattimenti spaziali tra astronavi.
- Wings of War, un gioco di combattimento tra aerei della prima guerra mondiale di Andrea Angiolino e Pier Giorgio Paglia.
- Blue Moon (gioco), gioco di carte fantasy di Reiner Knizia.
- Warhammer: Invasion, gioco di carte fantasy non collezionabile (tecnicamente un "LCG", un Living Card Game dove i set sono prefissati e le carte numerate) basato sul mondo di Warhammer creato dalla Games Workshop.
- Android: Netrunner, LCG asimmetrico per due giocatori ambientato in un lontano futuro che prevede la lotta tra la fazione degli hacker e quella delle corporation in cui i primi cercano di accedere nei sistemi informatici delle grandi aziende per rubarne le informazioni più importanti.
- Il Signore degli Anelli LCG: il Gioco di Carte, gioco di carte non collezionabile collaborativo per 1-2 giocatori, basato sul romanzo Il Signore degli Anelli di J.R.R.Tolkien

### Giochi di ruolo
- Fireborn, ambientato in una Londra moderna in cui la magia sta riemergendo e i giocatori sono le reincarnazioni in forma umana di dragoni di un'età mitica, che devono ricordare il loro passato attraverso flashback da interpretare e recuperare così il potere e la conoscenza necessarie a impedire il ripetersi del cataclisma che terminò l'era precedente.
- Basati sul d20 System:
  - Dragonstar, 2001, un'ambientazione di space opera
  - Legends & Lairs Instant Adventure, 2001, una serie di brevi avventure per Dungeons & Dragons terza edizione
  - La serie di supplementi Legends & Lairs, 2002
  - Midnight, un'ambientazione basata su un mondo fantasy in cui il signore del male ha vinto lo scontro finale.
  - Dawnforge, 2003, un'ambientazione fantasy mitologica
  - Horizons, una serie di ambientazioni
    - Redline, 2003, postapocaliptico
    - Grimm 2003, basato sulle favole dei Fratelli Grimm
    - Virtual, 2003, cyberpunk
    -  Spellslinger, 2004, weird west
    - Mechamorphosis, 2004, robot giganti
- Daniel Locat Clark, Michael Hurley, Jay Little e Tim Uren, Warhammer Fantasy Roleplay  3ª edizione, 2009, su licenza della Games Workshop.
- Owen Barnes, Kate Flack e Mike Mason, Dark Heresy, 2008 su licenza della Games Workshop.